# Percy Powell-Cotton
O major Percy Horace Gordon Powell-Cotton, FZS, FRGS, FRAI, JP (20 de setembro de 1866 — 26 de junho de 1940), foi um explorador, caçador e conservacionista inglês, mais conhecido pela criação do Powell-Cotton Museum em sua casa, em Quex Park Birchington-on-Sea, Kent, Inglaterra. Powell-Cotton é conhecido por trazer de volta um número extraordinário de espécimes de animais de suas viagens pela África, potencialmente criando a maior coleção de animais já abatidos por um homem. Apesar disso, Powell-Cotton foi um dos primeiros conservacionistas, ajudando a categorizar um grande número de espécies em todo o globo. Suas duas filhas, Antoinette Powell-Cotton e Diana Powell-Cotton compartilhavam sua paixão pela conservação, estudando arqueologia e antropologia, respectivamente.
Powell-Cotton fez um grande número de filmes (filmografia de Powell-Cotton), incluindo filmes etnográficos, documentários e de vida selvagem (filmes etnográficos de Powell-Cotton).